# Sungevity

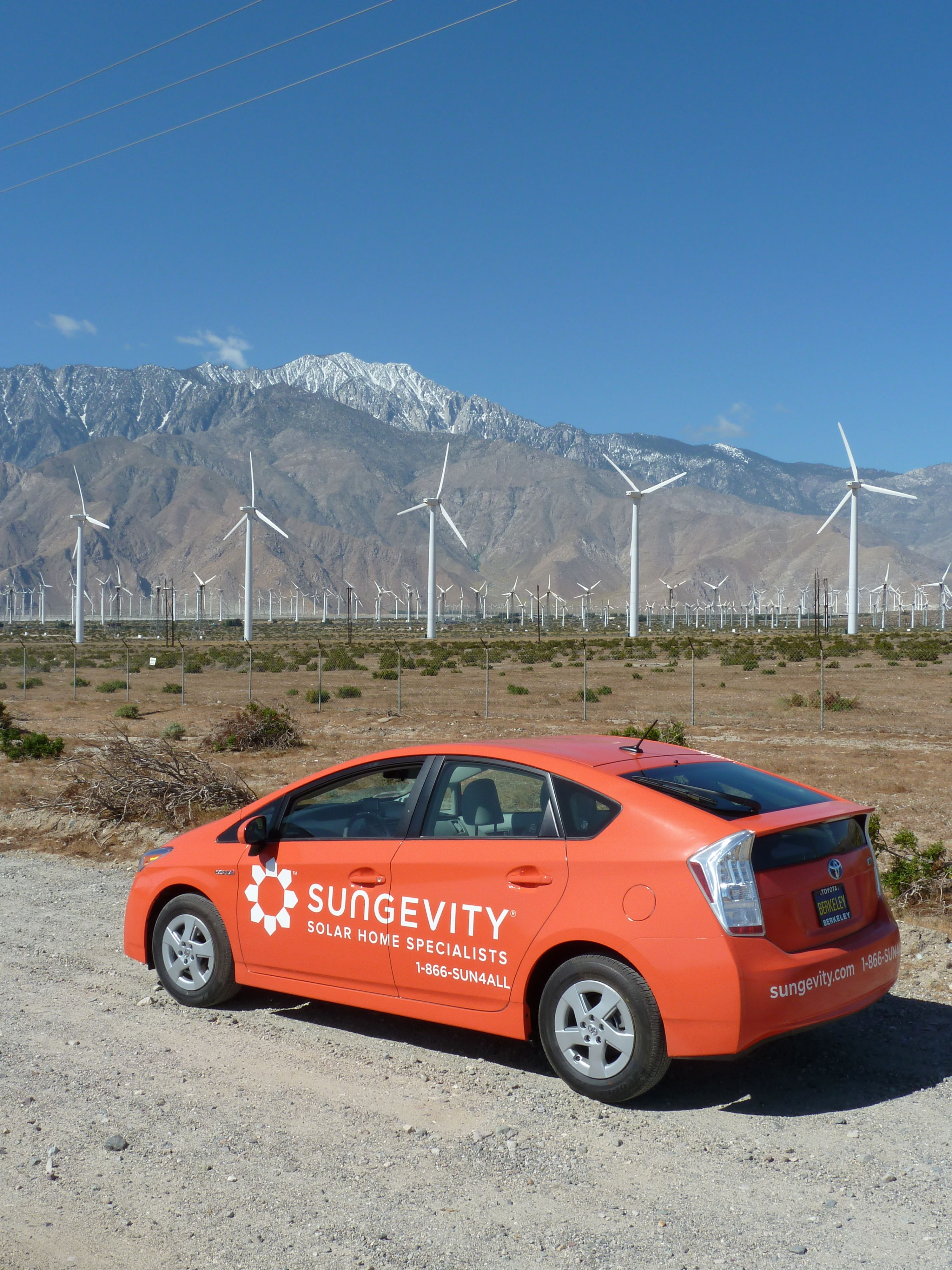
Coche eléctrico de Sungevity en California del Sur

Sungevity es una empresa mundial de electricidad solar con sede en Oakland, California . Fundada en 2007, fue la primera empresa solar estadounidense en diseñar sistemas de energía solar residencial remotos a través de Internet, utilizando imágenes de satélites. Esta estrategia de Diseño Solar Remoto (RSD) permite a Sungevity para ofrecer una cotización y diseño de sistemas de firma sin visitar la vivienda. La compañía diseña sistemas solares para viviendas; ofrece opciones de financiación; y gestiona la instalación del sistema, el mantenimiento y el rendimiento.
Sungevity opera en el Estados Unidos, la Unión Europea (con sede en Holanda) y Australia. Dentro de los Estados Unidos, Sungevity instala soluciones de energía solar en California, Arizona, Colorado, Connecticut, Massachusetts, Maryland, Nuevo México, Nueva York , Nueva Jersey, Carolina del Norte, Vermont, Delaware y Washington D. C. En 2012, la compañía informó que tiene más de 250 empleados.
El cofundador y presidente Danny Kennedy es un gestor de campañas anteriores de Greenpeace.